# The Gum Thief
The Gum Thief é o décimo segundo romance do autor canadense Douglas Coupland. Foi publicado em 25 de setembro de 2007, pela Random House Canada no Canadá e pela Bloomsbury Publishing nos Estados Unidos.
Um romance epistolar, The Gum Thief é escrito como uma coleção de entradas de diário, notas e cartas escritas por vários personagens. Entre elas estão episódios regulares dos personagens da novela de Roger, intitulada Glove Pond.
Uma edição especial em caixa também foi lançada, incluindo uma edição especial de capa dura assinada por Coupland, bem como uma cópia de capa dura da novela Glove Pond de "Roger Thorpe". A capa de Glove Pond apresenta uma citação escrita por Douglas Coupland.

## Resumo do enredo

### Roger e Bethany
O enredo principal deste romance envolve dois personagens, Roger e Bethany, funcionários de uma Staples em North Vancouver, British Columbia, Canadá. Os dois personagens vêm de estilos de vida muito diferentes. Roger, um alcoólatra de meia-idade, está lidando com um divórcio difícil de sua esposa e com a perda de acesso ao seu filho. Bethany, uma garota gótica, está lidando com a chegada da maioridade e trabalhando no que Coupland chamou de McJob em seu romance Generation X de 1991.
O que une os personagens é um diário que Roger decidiu manter. No diário, Roger começa a discutir seus problemas e pensamentos urgentes, incluindo um romance que ele gostaria de escrever chamado "Glove Pond". Bethany encontra o diário e escreve uma carta para Roger. Na carta, Bethany diz que eles devem continuar a se escrever, mas fingir que não sabem nada um sobre o outro, além das cartas que trocam no trabalho. Depois de trocarem cartas, Roger e Bethany criam uma amizade por meio delas.
Em breve, mais cartas de outros personagens serão incluídas no livro, por exemplo, da mãe de Bethany, DeeDee, que saiu com Roger e também estudou no ensino médio com ele. Outras cartas incluem uma carta da esposa de Roger, e-mails de funcionários da loja e muito mais.
Intercalado no texto principal está o romance dentro do romance: Glove Pond. Quando Roger começa a escrever Glove Pond, diferentes personagens do romance respondem à sua escrita em suas cartas. As seções do Glove Pond são intercaladas com as outras letras.

### Glove Ponde
Trechos de Glove Pond estão espalhados pelo livro, provavelmente aparecendo conforme Roger os escreve. Glove Pond é uma corruptela da peça de Edward Albee de 1962, Who's Afraid of Virginia Woolf? Ela fala sobre os dois personagens principais, um casal chamado Steve e Gloria, e seus convidados para o jantar, o colega mais jovem de Steve, Kyle Falconcrest, e sua esposa Brittany, uma cirurgiã.
Roger escreve em seu diário que Glove Pond deveria conter personagens como Elizabeth Taylor e Richard Burton — estrelas de cinema bêbadas que se envolvem em trocadilhos espirituosos. Esta é uma descrição bastante precisa de Steve e Gloria, que são, na verdade, dois alcoólatras sem dinheiro que vivem em uma casa empoeirada e abandonada. O enredo de Glove Pond acompanha as interações entre esses personagens durante o jantar.
Uma referência a Glove Pond é vista em uma curta cena no episódio final da adaptação para TV do jPod de Coupland. O personagem Jim Jarlewski (Alan Thicke) é visto lendo uma cópia de capa dura de Glove Pond, de Roger Thorpe.

## Personagens
Enredo principal
Roger
Roger é um 'associado de corredores' de meia-idade na Staples. Ele está amargo e deprimido após um divórcio recente e demissão de seu emprego em uma empresa de seguros. Ele começa uma amizade com a colega de trabalho Bethany depois que ela lê seu diário, onde ele escreveu um esboço de personagem fingindo ser ela. Ele também começa a trabalhar em uma novella, Glove Pond.
Bethany
Uma góticainfeliz de vinte e poucos anos, que mora com sua mãe, DeeDee. Bethany também trabalha na Staples, e ela é responsável por reabastecer os corredores 2-Norte e 2-Sul. Depois de ler o diário de Roger, ela escreve de volta, e os dois começam uma amizade epistolar.
Deedee
A mãe três vezes divorciada de Bethany e antiga colega de escola de Roger. Ela está principalmente preocupada com as ambições pouco claras da filha e quer que ela vá para a faculdade.
Glove Pond
Steve
Um dos personagens principais da novela Glove Pond de Roger. Ele é casado com Gloria, e é um romancista, tendo escrito cinco romances de vendas fracas, e também é o chefe do departamento de inglês em uma "grande e prestigiosa universidade". Steve é um alcoólatra, bebendo principalmente uísque.
Gloria
Outra personagem de Glove Pond. Ela é a esposa de Steve e, como Steve, uma alcoólatra. Em grande parte egocêntrica e obcecada com sua aparência pessoal, ela é uma atriz secundária, interpretando Lady Windermere em uma produção local de Lady Windermere's Fan.
Glove Pond tem personagens que giram em torno de situações da vida de Roger. Como Roger não consegue contar sua história diretamente para Bethany, ele usa os personagens de Glove Pond para escrever sobre sua posição diante de situações pelas quais passou.

## Inspiração

### Contexto
A loja Staples que inspirou The Gum Thief fica na esquina da Capilano e Marine Drive, em North Vancouver, British Columbia.
 "Há uma Staples que eu frequento em North Vancouver, na esquina da Capilano com a Marine Drive. É neste prédio que, quando eu estava no ensino médio, tinha os apartamentos mais chiques da cidade e uma discoteca. Margaret Trudeau veio para batizar a discoteca. Por um breve período de três semanas, North Van era o lugar para se estar. A discoteca já não existe mais. O prédio agora parece o terceiro melhor hotel da segunda maior cidade da Polônia; é só um casco de concreto, e algumas janelas são cobertas de papel-alumínio." —  Coupland on the Staples location. 

### Formato epistolar
O romance está no formato epistolar, ou seja, escrito como uma coleção de cartas. Coupland escolheu esse formato por causa da força da voz contida na carta escrita.
"Parte da diversão deste livro, ao fazê-lo, foi experimentar noções de escrita em si", ele diz. "E você sempre tem que se preocupar com isso. Você pode obter genericamente PoMo sobre isso, e você não quer isso. Mas há uma voz muito verdadeira que você obtém ao escrever cartas. Não escrever e-mails, mas escrever-escrever. E na ficção de formato longo, eu acho que você tem que ter isso – esse senso de verdade."— Coupland on the voice of a letter.

## História do romance
The Gum Thief foi selecionado para uma série de honrarias. É um dos melhores livros do The Globe and Mail e escolhido pelo editor do The New York Times. O romance foi anunciado através de uma série de videoclipes premiados por um estúdio de design gráfico e produção sediado em Toronto, Crush Inc.